# Mort de Korryn Gaines
Korryn Gaines est morte à 23 ans le 1er août 2016 à Randallstown, Maryland, près de Baltimore, au cours d'une fusillade dont son fils a réchappé,. 
Selon la version de la police, les agents venaient délivrer à Gaines un mandat d'arrêt lié à une infraction routière. Elle aurait refusé de quitter son véhicule et de montrer son permis de conduire, et avait résisté à une arrestation. Gaines aurait pointé un fusil vers le policier entré en premier chez elle, l'incitant à se retirer sans que des coups de feu ne soient tirés. L'équipe du SWAT est intervenue.  
Certaines parties de l'affrontement ont été filmées par Gaines et postées sur des réseaux sociaux ; on l'y voit charger le fusil de chasse, annonçant à tous les policiers devant sa maison qu'elle essayait de protéger son fils et qu'ils n'avaient pas le droit de s'introduire chez elle. Devant son refus de les laisser entrer, un agent enfonce la porte à coups de pied.  
À la demande de la police, les comptes Facebook et Instagram de Gaines ont été désactivés, ce qui a suscité des critiques sur l'implication de la société dans l'incident. 
En 2018, un jury a accordé 38 millions de dollars de dommages et intérêts à la famille Gaines après avoir conclu que le premier coup de feu, tiré par Royce Ruby et qui a tué Gaines, n'était pas raisonnable. Ce verdict a été annulé en février 2019, puis rétabli en appel le 1er juillet 2020.

## Histoire
En 2016, Korryn Shandawn Gaines a 23 ans et est employée comme coiffeuse à Randallstown, Maryland. Elle est la fille de Ryan Gaines et de Rhonda Dormeus. Elle a également une sœur de 32 ans et un frère de 26 ans. 
Selon la police du comté de Baltimore, Gaines était recherché en vertu d'un mandat d'arrêt pour ne pas s'être présenté au tribunal sur des accusations liées à des cas précédents de trouble à l'ordre public et pour avoir résisté à une arrestation à la suite d'un contrôle routier le 10 mars et à d'autres infractions au code de la route. Gaines a été arrêté par un policier parce qu'elle utilisait une plaque d'immatriculation faite d'un simple morceau de carton qui indiquait: « Tout fonctionnaire qui compromet cette poursuite du bonheur et le droit de voyager, sera tenu pénalement responsable et condamné à une amende, car il s'agit d'un droit et d'une liberté naturels ». Selon Mme Gaines, ces plaques d'immatriculation étaient valables en vertu du droit constitutionnel. 

## La fusillade
Le 1er août 2016, les agents du département de police du comté de Baltimore arrivent à l'appartement de Gaines pour lui signifier un mandat. Gaines s'y trouve avec son fils de cinq ans. Selon les policiers, après plusieurs heures pendant lesquelles elle refuse de les laisser entrer, Gaines les aurait menacé avec un fusil de chasse. Un policier a tiré un coup de feu et Gaines a riposté avec une chevrotine. Korryn Gaines est tuée. Le fils de Gaines, Kodi, âgé de cinq ans, est touché par la police lors de tirs croisés,; il est blessé au coude et au visage par des fragments de balle. Le partenaire de Gaines, Kareem Kiean Courtney (39 ans) s'échappe de l'appartement avec la fille de Gaines âgée d'un an,,.
La fusillade n'a pas été enregistrée, car les agents n'étaient pas équipés de caméras,. Cependant, des parties de l'affrontement ont été enregistrées par Gaines et postées sur les médias sociaux. Les vidéos semblent montrer Gaines en train de parler avec la police dans l'entrée de son appartement. Dans l'une des vidéos, elle demande à son fils ce que la police essaie de faire. Il répond : « Ils essaient de nous tuer »[réf. nécessaire].
La police demande à Facebook que le compte soit mis hors ligne,,. Selon un porte-parole de la police, le compte a été suspendu, mais pas supprimé, pour que la vidéo soit utilisée par la justice. Dans une déclaration faite à la suite de l'incident, la police de Baltimore a indiqué qu'elle avait demandé à Facebook et obtenu la suspension des comptes Facebook et Instagram de Mme Gaines pendant l'affrontement en raison des commentaires laissés par des internautes, l'encourageant à ne pas obéir aux agents.
Début novembre, une nouvelle vidéo est diffusée à la suite de l'incident, montrant Mme Gaines parlant à la caméra, exprimant son épuisement, mais son refus de reculer devant les agents qui arrivaient : « Je suis en paix. Je suis chez moi. Je n'essaie de faire de mal à personne. ... Ils sont restés silencieux un moment, alors ils complotent pour venir ici et troubler la paix. ... Je ne suis pas une criminelle. »

## Réactions
Gaines est la neuvième femme Noire à être tuée par la police aux États-Unis en 2016, mais c'est la seule qui a fait l'objet d'une couverture nationale,. Des militants ont appelé à des manifestations sous la bannière #SayHerName, notant que les femmes noires qui sont tuées par la police reçoivent moins l'attention des médias que les hommes noirs. 
En raison des menaces proférées à l'encontre des agents, la police a choisi de ne pas identifier l'agent qui a tué Gaines au cours de l'assaut, contrairement à ce que prévoit la procédure standard. L'agent a été décrit comme un homme blanc de 46 ans.
Dans les jours qui ont suivi la fusillade, des artistes locaux de Baltimore se sont réunis pour vendre des œuvres, afin de récolter des fonds pour la famille de Gaines. Une veillée aux chandelles a eu lieu le soir même à l'entrée du Baltimore City College, l'école où Gaines a obtenu son diplôme en 2010. Dans plusieurs villes des États-Unis, à l'instigation de Black Feminist Future (en), un certain nombre d'autels ont été dressés en l'honneur de Gaines et d'autres femmes Noires tuées par la police.
Le Fonds de défense et d'éducation juridique de la National Association for the Advancement of Colored People (NAACP) a demandé des clarifications à la police de Baltimore, notamment des images de caméras corporelles et les consignes sur l'exécution des mandats d'arrêt. La police a déclaré qu'il n'y avait pas d'images filmées de l'intérieur de l'appartement, mais que certains agents affectés à des fonctions de soutien à l'extérieur portaient des caméras. La police de Baltimore n'a répondu qu'à une partie des questions posées par la NAACP,  expliquant que le public devrait attendre la fin de l'enquête.

## Manifestations
La mort de Gaines a d'abord fait l'objet de protestations de la part de partisans du mouvement Black Lives Matter. Dans les jours qui ont suivi l'incident, une manifestation a eu lieu à New York, à laquelle ont participé une centaine de personnes, avec la participation du Black Youth Project 100 (en) et d'un groupe local appelé NYC Shut It Down, dans le cadre d'un événement récurrent intitulé People's Monday. La section de Phoenix de l'African National Women's Organization a organisé une manifestation en faveur de Gaines et deux autres personnes tuées par la police.
Le 13 août 2016, à Portland (Oregon), des manifestants associés à Black Lives Matter et à Don't Shoot Portland ont organisé un sit-in près de la place du tribunal Pioneer et ont perturbé les services ferroviaires,.
Le 15 août 2016, une manifestation a eu lieu devant la conférence du Maryland Fraternal Order of Police (FOP) à l'hôtel Hyatt-Regency. La manifestation était organisée par le Baltimore Bloc et le Black Youth Project 100. Douze manifestants ont été arrêtés pour intrusion dans une propriété privée. Un responsable du syndicat de la police locale a été suspendu pour avoir qualifié les manifestants de "voyous" dans un courriel envoyé à l'ensemble du département,.
Une petite manifestation a eu lieu le 27 août 2016 à McKeldin Square dans le quartier du port intérieur de Baltimore ; le groupe était dirigé par l'Assemblée du pouvoir populaire. La manifestation a marché de McKeldin Square au poste de police de Randallstown.

## Critique de la police
L'Union américaine des libertés civiles (ACLU) du Maryland a condamné la fusillade, publiant une déclaration selon laquelle la police « a décidé d'utiliser une force mortelle [tout en] sachant qu'un enfant de cinq ans pouvait se trouver dans la ligne de mire » La National Organization for Women a demandé au ministère américain de la justice d'enquêter sur la mort de Gaines, arguant que la police n'était présente au domicile de Gaines que pour délivrer des mandats (et non pour l'arrêter). La National LGBTQ Task Force a condamné la fusillade et a demandé aux autorités fédérales et d'État d'enquêter sur l'incident.
Les membres de la famille Gaines ont exprimé leur scepticisme quant au récit de la police sur la fusillade. Les militants des droits civils ont mis en garde contre l'authenticité des rapports de police publiés à la suite de tels événements. La mère de Gaines aurait été présente sur les lieux avant la fusillade mortelle, mais elle a déclaré qu'elle n'était pas autorisée à intervenir, alors qu'elle aurait plaidé pour négocier la fin de la confrontation. Les membres de la famille Gaines ont déclaré avoir été empêchés par la police de voir le fils de Gaines lorsque le garçon était à l'hôpital.
Certains médias ont remis en question la raison pour laquelle l'équipe d'intervention de crise du comté de Baltimore n'a pas été déployée. La police affirme que des négociateurs formés ont été impliqués, mais n'ont pas pu répondre à la question de savoir pourquoi l'unité n'a pas été envoyée. D'autres suggèrent qu'il y a des lacunes dans la façon dont les forces de l'ordre tentent de désamorcer les interactions dans les communautés minoritaires, ce qui suggère que les interactions de Gaines avec la police ont pu être façonnées par les attitudes et les croyances concernant la police et le système judiciaire dans les communautés noires urbaines. Selon les rapports de Vox Media, légalement, les policiers doivent seulement croire raisonnablement que leur vie était en danger immédiat, mais ne sont pas tenus de vérifier si la victime de la fusillade représentait réellement une menace; cependant, les militants soutiennent que la police aurait dû chercher d'autres moyens de résoudre le conflit. D'autres ont demandé l'embauche d'un plus grand nombre de femmes policières, arguant que les femmes policières seraient moins susceptibles d'utiliser une force mortelle pour résoudre les conflits.

## Critique de Facebook
Facebook a été vivement critiqué pour avoir obéi à l'injonction de la police en fermant les comptes,. Un avocat de l'ACLU a remis en question la demande de la police du comté de Baltimore de fermer les comptes de Gaines, et la décision de Facebook de s'y conformer, déclarant que Facebook doit faire preuve de prudence lorsqu'il traite les demandes de la police de censurer du contenu. L'artiste et journaliste Ferrari Sheppard (en) a également critiqué l'implication de Facebook dans l'incident sur Twitter, déclarant que « Facebook a aidé la police de Baltimore à tuer #KorrynGaines dans le noir »,. Le groupe de surveillance des entreprises SumOfUs a critiqué Facebook pour avoir créé un précédent de censure par ordre de la police, déclarant que ce mouvement est une menace pour les libertés civiles, en raison de l'utilisation actuelle de la vidéo partageable sur les médias sociaux comme instrument pour exposer la violence policière aux États-Unis.
Les militants soutiennent que le fait de couper un compte ou de contrôler l'accès aux médias sociaux devient une grève contre ceux qui luttent contre les abus de la police. La police peut alors avoir un avantage en contrôlant le récit de l'incident.

## Procédures judiciaires
Le 11 septembre 2016, les avocats de la famille Gaines intentent une action en justice pour mort injustifiée, alléguant que des policiers ont tiré sur Gaines après avoir perdu patience au cours de la confrontation. Le 21 septembre 2016, Scott Shellenberger annonce que le policier qui avait tiré sur Gaines ne serait pas accusé. Le 11 octobre, les avocats de la famille Gaines portent plainte contre John Dowell et Allen Griffin ; la famille Gaines  allègue qu'ils sont entrés illégalement dans l'appartement, contrairement à l'affirmation de Shellenberger et des fonctionnaires de police.
En février 2018, un jury entièrement féminin accorde plus de 37 millions de dollars de dommages et intérêts à la famille Gaines après avoir conclu que le premier coup de feu, tiré par Royce Ruby et qui a tué Gaines, n'était pas raisonnable et violait donc leurs droits civils,. Le 19 mars 2018, le comté de Baltimore fait appel. Le 14 février 2019, le juge Mickey J. Norman rejette la plainte initiale,, estimant que les actions de Ruby étaient « objectivement raisonnables ». Le mercredi 1er juillet 2020, en appel, les jurés rétablissent le verdict initial de 38 millions de dollars, dont 32 millions iront au fils de Gaines.

## Sources francophones
- Manuel Vicuña, « Korryn Gaines, neuvième femme noire tuée par la police aux Etats-Unis », sur Arrêt sur images, 3 août 2016 (consulté le 1er février 2021)
- « La police américaine accuse Instagram d’avoir accru la tension avant une fusillade », Le Monde,‎ 4 août 2016 (lire en ligne, consulté le 1er février 2021)